# Trollsjön (Gunnarsjö socken, Västergötland)
Trollsjön är en sjö i Varbergs kommun i Västergötland och ingår i Viskans huvudavrinningsområde.